# Exerzitien
Exerzitien (von lateinisch exercere ‚üben‘) sind geistliche Übungen, die abseits des alltäglichen Lebens zu einer intensiven Besinnung und Begegnung mit Gott führen sollen. Sie werden einzeln oder in Gruppen durchgeführt und können von einigen Stunden bis mehrere Wochen oder Monate dauern. Grundlegende Elemente sind Gebet, Meditation, Lectio divina, Fasten, Schweigen, Gespräche mit einem Exerzitienbegleiter und körperliche oder künstlerische Betätigung (Ora et labora, Ikonographie).

## Geschichtliche Entwicklung
Prägend für den Wortgebrauch wie für die Praxis sind die Ignatianischen Exerzitien, die geistlichen Übungen des Ignatius von Loyola. Der Gründer der Gesellschaft Jesu versuchte, darin seine eigenen geistlichen Erfahrungen anderen zugänglich zu machen. Dazu lud er Freunde und andere an einer radikalen Nachfolge Jesu Interessierte ein, sich für eine Zeit zurückzuziehen und unter seiner Anleitung dem Gebet, der Meditation und Unterscheidung der Geister zu widmen.
Mit der Apostolischen Konstitution Summorum Pontificum vom 25. Juli 1922 erklärte Papst Pius XI. den heiligen Ignatius von Loyola zum Schutzpatron aller Exerzitien.

## Benediktinische und weitere klassische Exerzitienformen
Es gibt heute viele Formen von geistlichen Übungen: Ein Beispiel sind benediktinische Exerzitien, in denen die lectio divina, die geistliche Schriftlesung, das wiederholte „wiederkäuende“ Betrachten biblischer oder anderer geistlicher Texte – die „Ruminatio“ (von lat. ruminare ‚wiederkäuen‘) nach dem Vorbild frühchristlicher Mönche –, das gemeinsame Stundengebet und die Pflege des Schweigens eingeübt werden. Andere Formen sind Exerzitien nach Teresa von Avila und Johannes vom Kreuz, bei denen das Gebet der liebenden Aufmerksamkeit im Mittelpunkt steht, franziskanische Exerzitien, die Inspirationen des Heiligen Franz von Assisi aufnehmen, oder verschiedene Formen von kontemplativen Exerzitien, die Elemente der christlichen Mystik und fernöstlicher Spiritualität (Zen, Yoga) verbinden.

## Exerzitien in Protestantismus und Orthodoxie
Eine neue Entwicklung ist es, dass auch im Rahmen evangelischer und orthodoxer Kirchen Exerzitien angeboten werden; bisweilen führen sie in der evangelischen Kirche die Bezeichnung „Rüstzeit“. Etabliert ist die Evangelische Exerzitienausbildung in der Schweiz. In der Vergangenheit wurden in evangelischen Kirchen Exerzitien eher abgelehnt, da der Übungscharakter mit der Gefahr der Werkgerechtigkeit verbunden und im Gegensatz zum reinen Gnadencharakter der Erlösung (sola gratia) gesehen wurde.
Von orthodoxer Seite verursacht die Skepsis wegen einer zu großen Unabhängigkeit des Individuums von kirchlicher Autorität Zurückhaltung bis Ablehnung gegenüber ignatianischen Exerzitien, die die Unmittelbarkeit des Individuums in seiner Beziehung zu Gott fördern wollen.

## Neuere Exerzitienformen
- Exerzitien im Alltag sind regelmäßige Treffen mit Impulsen und Gesprächen, während das alltägliche Leben mit Arbeit und Familie ganz normal weitergeht. Die Teilnehmer sind eingeladen, Zeiten des Gebetes in ihrem Alltag zu gestalten und zu integrieren.
- Exerzitien in Verbindung mit Musik richten sich vor allem auch an Kirchenmusiker. Sie enthalten  musikalisch-meditative Elemente wie Chorgesang.
- Die Benediktiner Georg Eisenstein und Sebastian Debour bieten in der Abtei Gerleve seit Anfang der 1990er Jahre „Gestalt-Exerzitien“ als pastoralpsychologisch orientierte Kleingruppen-Exerzitien auf der Basis der Gestalttherapie an.
- Der Jesuit Christian Herwartz bot zunächst in Berlin „Exerzitien auf der Straße“ an.[3] Inzwischen wird diese Form der Exerzitien auch in anderen Städten und Ländern[4] von ehrenamtlichen Exerzitienbegleitern verschiedener Konfessionen[5] angeboten. Die Teilnehmenden lassen sich ungeplant mit ihrer Sehnsucht von Orten der jeweiligen Stadt herausfordern, wie Mose, der mit seiner Herde über die Steppe hinaus in die Wüste zog und auf einen brennenden, aber nicht verbrennenden Dornbusch traf. Dort spürte er, dass er sich auf heiligem Boden befand. Dort wollte Gott mit ihm sprechen (Ex 3 EU). Im respektvollen Sehen und Hören wollen die Übenden die für sie „heiligen Orte“ in der Stadt wahrnehmen, wo sie „ihre Schuhe ausziehen“ und hören sollen, um dann auch antworten zu können. Gott kann auf die Einzelnen mit seinem Ruf an ganz unterschiedlichen Orten warten – unter Drogenabhängigen, im Arbeitsamt oder in einer Moschee, an einem Denkmal, an einem Flussufer oder anderswo – um ihn neu weiter in ein befreites Leben zu rufen. Seit 2019 finden zusammen mit Buddhisten und Moslems Retreats auf der Straße statt.
- Bei „Online-Exerzitien“ leben die Teilnehmenden wie bei Exerzitien im Alltag zu Hause und gehen ihrer gewöhnlichen Betätigung nach. Vier Wochen lang bekommen sie täglich per E-Mail einen kurzen Impuls zugeschickt, mit dem sie sich tagsüber beschäftigen können. Abends sollte Zeit für einen kurzen Tagesrückblick sein, und einmal pro Woche korrespondieren die Teilnehmenden mit dem individuellen Begleiter der Exerzitien. Die Begleiter sind Jesuiten und andere Theologinnen und Theologen.[6]
- Die katholischen Theologen Alexandra Pook und Thomas Harling halten seit 2009 u. a. in den Benediktinerabteien Münsterschwarzach und Gerleve „Exerzitien für Atheisten, Andersgläubige und Suchende“. Ihre Idee ist es, die klassischen Formen und Rituale der Exerzitien Menschen als Erfahrungs- und Übungsweg anzubieten, ohne dabei einen christlichen Glauben vorauszusetzen.
- Die Berliner Theologin Esther Göbel bietet Surfexerzitien an.[7]
- Wanderexerzitien
- Wüstenexerzitien
- Naturexerzitien.